# Emilee Wallace
Emilee Wallace (née le 19 septembre 1989  à Oklahoma City en Oklahoma aux États-Unis) est une actrice américaine. 

## Filmographie  sélective

### Cinéma
- 2009 : Gary, le coach à 2 balles ! de Danny Leiner : Jenny Tuttle

### Télévision

#### Séries télévisées
- 2005 : Amy : Révoltes adolescentes (saison 6 épisode 19) : Regan Swope
- 2006 : Grey's Anatomy : Les Deux Sœurs (saison 2 épisode 22) : Amelia Carver
- 2008 : Cold Case : Affaires classées  : Spider (saison 5 épisode 13) : Tamyra Borden
- 2008 : Boston Justice : La Mauvaise Graine (saison 5 épisode 5) : Fiona
- 2009 : Glee : De la poudre aux cheveux (saison 1 épisode 11) : Deaf Choir #9
- 2010 : Ghost Whisperer : La Mort à l'antenne (saison 5 épisode 11) : TJ
- 2012 : Workaholics : Les Années fac (saison 3 épisode 10) : Whitney
- 2012 : Rizzoli and Isles : Argent facile, plaisir fatal  (saison 3 épisode 6) : Cailin Martin
- 2013 : Rizzoli and Isles : Assassinat politique (saison 4 épisode 1) : Cailin Martin
- 2013 : Rizzoli and Isles : Dans la gueule du loup (saison 4 épisode 2) : Cailin Martin
- 2013 : Rizzoli and Isles : Un cœur de glace (saison 4 épisode 8) : Cailin Martin
- 2013 : Glee : All You Need Is Love (saison 5 épisode 1) : Deaf Choir #11

#### Téléfilms
- 2006 : Company Town de Thomas Carter : Ronni Amberson
- 2010 : L'Impossible Pardon de Gregg Champion (en) : professeure Ruth